# Maris Kruminsch
Maris Kruminsch (* 16. Mai 1987 in Riga, Lettische SSR) ist ein deutsch-lettischer Eishockeyspieler, der seit der Saison 2013/14 für den  Hamburger SV aus der Oberliga Nord spielt. Sein Vater Juris ist Eishockeytrainer, während sein Bruder Arturs ebenfalls Eishockeyspieler ist.

## Karriere
Kruminsch begann seine Karriere im Nachwuchs des Kölner EC, wo er 2002 erstmals mit der Juniorenmannschaft in der Deutschen Nachwuchsliga spielte. Nachdem er sich in seiner ersten Saison nicht etablieren konnte, steigerte er sich in der zweiten Spielzeit beim KEC und erzielte in insgesamt 41 Spielen, die er absolvierte, 23 Scorerpunkte. Im Sommer 2004 schloss er sich dem Krefelder EV an, die ihn jedoch ebenfalls ausschließlich in der DNL einsetzten. Nach nur einer Saison verließ er den KEV wieder und unterschrieb einen Vertrag bei den Moskitos Essen, die damals in der 2. Bundesliga aktiv waren. Neben 18 Einsätzen in der Junioren-Bundesliga bekam er die Chance, sich im Profikader zu beweisen. So kam er auf 22 Spiele in der 2. Bundesliga, in denen er einen Assist erzielte.
Kruminsch gelang es in der Folgezeit nicht, sich bei den Moskitos durchzusetzen und wurde während der Saison 2007/08 mit einer Förderlizenz ausgestattet und an den Oberligisten Blue Lions Leipzig abgegeben, für den er 19 Mal auf dem Eis stand. Ziel war es, mehr Eiszeit und Spielpraxis zu bekommen. Nach einigen Differenzen wurde einvernehmlich beschlossen, das Vertragsverhältnis aufzulösen und so kehrte er nach Essen zurück. Dort absolvierte er lediglich neun Spiele in der 2. Bundesliga und stand zwischenzeitlich sogar im Kader der Amateurmannschaft in der fünftklassigen Verbandsliga NRW.
Schließlich entschloss sich Kruminsch Anfang Januar 2008 für einen Wechsel zum EHC Dortmund, mit dem er in der Regionalliga NRW spielte. Der damals 20-jährige zog sich bereits nach wenigen Wochen eine Handverletzung zu und kam deshalb nur auf fünf Einsätze, in denen er acht Punkte erzielte. Sein Vertrag beim EHC wurde nicht verlängert, stattdessen bekam er im Sommer 2008 ein Vertragsangebot der Moskitos Essen, die inzwischen in die Regionalliga NRW abgestiegen waren. Kruminsch entschied sich für ein Engagement bei den Moskitos. Mit den Moskitos feierte er 2010 die Regionalliga-Meisterschaft und den Aufstieg in die Oberliga. Die Saison 2010/11 begann er beim Oberligisten Ratinger Ice Aliens, ehe er sich im Januar 2011 zu einem Wechsel zum Herner EV entschloss.
Im Sommer 2011 kehrte er zu den Moskitos Essen zurück. Nach nur einer Saison in Essen wechselte er innerhalb der Liga zu den Hammer Eisbären, bevor er 2013 zum Hamburger SV aus der Oberliga Nord wechselte. Dort wurde sein Vertrag allerdings Mitte Dezember 2014 aufgelöst; derzeit ist er ohne neuen Vertrag.

## Karrierestatistik
(Legende zur Spielerstatistik: Sp oder GP = absolvierte Spiele; T oder G = erzielte Tore; V oder A = erzielte Assists; Pkt oder Pts = erzielte Scorerpunkte; SM oder PIM = erhaltene Strafminuten; +/− = Plus/Minus-Bilanz; PP = erzielte Überzahltore; SH = erzielte Unterzahltore; GW = erzielte Siegtore; 1 Play-downs/Relegation; Kursiv: Statistik nicht vollständig)